# Скрибнер, Уайли
Уайл Скрибнер (англ. Wiley Scribner; род. 6 сентября 1840, Джэксонвилл, Морган, Иллинойс, США — 28 сентября 1889, Чикаго, Иллинойс, США) — американский политический деятель. Республиканец.

## Биография
Уайли Скрибнер родился 6 сентября 1840 года в Джэксонвилле. Однако вырос будущий политик в Феир Плее, округ Грант, штат Висконсин. Там он работал торговцем и почтмейстером. Позже он изучал право и был принят в коллегию адвокатов. Во время Гражданской войны в США, как доброволец, был отправлен на фронт. Спустя год после окончания гражданской войны, в 1866 году, был избран в Законодательное собрание штата Висконсин. Позже он переехал в Монтану, где начал работать редактором в газете «Хелена Хэралд» (англ. Helena Herald). Позже он стал территориальным секретарем. С 1869 по 1870 год временно исполнял обязанности губернатора Монтаны. В 1870 году женился на Мэри Л. Рейнольдс. В 1872 году вернулся в Висконсин, где прожил год, после чего, в 1873 году, переехал в Чикаго, где начал заниматься юридической практикой. После прохождения практики он стал судебным клерком по делам о завещании. В 1884 году был избран регистратором дел округа Кук. Там он проработал до своей смерти.
Уайли Скрибнер умер 28 сентября 1889 года в Чикаго. Похоронен на Кладбище Форест-Хилл (Мадисон, штат Висконсин).